# Los Santos (Espagne)
Pour les articles homonymes, voir Los Santos.
Los Santos est une commune de la province de Salamanque dans la communauté autonome de Castille-et-León en Espagne.